# Distretto di Luolong
Il distretto di Luolong (洛龙区S, Luòlóng QūP) è un distretto della Cina, situato nella provincia di Henan e amministrato dalla prefettura di Luoyang.